# Xylotrechus dalatensis
Xylotrechus dalatensis là một loài bọ cánh cứng trong họ Cerambycidae.